# Chronologie de Munich
Ce qui suit est une chronologie de l’histoire de la ville de Munich, capitale de la Bavière, en Allemagne.

## Avant leXVIIesiècle
- 1158 - Fondation de Munich. Henri XII de Bavière construit un pont, une monnaie et un dépôt de sel. [1]
- 1175 - Munich obtient le statut officiel de ville.
- 1239 - Armoiries de Munich en usage.
- 1240 - Othon II Wittelsbach au pouvoir.
- 1255 - La ville devient la résidence ducale de la Haute-Bavière : les Wittelsbach s'installent à Munich.
- 1294 - Consécration de l'église Saint-Pierre, la plus ancienne de Munich.
- 1301 - Construction de la porte de ville Neuheuser Tor (appelée plus tard Karlstor).
- 1310 - Première mention écrite du Marché de Noël de Munich, le plus ancien d'Allemagne.
- 1310/1337 - Construction fortifications et des portes de ville Sendlinger Tor, Isartor, Schwabinger Tor, Tallburgtor et Angertor.
- 1327 - Incendie de Munich, qui détruit un tiers de la ville[2].
- 1349 - Epidémie de peste noire.
- 1368 - Début de la construction de la cathédrale Notre-Dame[2]. Population : 10 000 habitants.
- 1383 - Fondation de la brasserie Löwenbräu[3].
- 1385 - Construction du Château de la Résidence, palais des ducs puis des rois de Bavière.
- 1394 - Hôtel de ville construit.
- 1397 - Soulèvement de guilde.
- 1429 - Incendie.
- 1482 - Johann Schauer installe une presse à imprimer[4].
- 1494 - Cathédrale Notre-Dame consacrée.
- 1500 - Population : 14 000 habitants.
- 1506 - La ville devient capitale de la Bavière.
- 1516 - Loi sur le contrôle de la qualité de la bière.
- 1558 - Création de la Bibliothèque royale de Bavière.
- 1568-71 - Construction de la salle Renaissance de l'Antiquarium.
- 1589 - Ouverture de la brasserie Hofbräuhaus am Platzl.
- 1597 - Consécration de l'église Saint-Michel et du Collège des Jésuites (date approximative)[5]

## XVIIe–XVIIIesiècles
- 1601 - Population : 18 000 habitants.
- 1609 - Ligue catholique fondée.
- 1617 - Jardin du Hofgarten aménagé.
- 1632 - Ville occupée par Gustave Adolphe de Suède[2].
- 1634 - Peste bubonique, qui tue un tiers de la population.
- 1638 - Colonne de Marie érigée sur la Marienplatz pour commémorer la fin de l'occupation suédoise.
- 1653 - Opéra d'État de Bavière fondé.
- 1675 - Construction du Château de Nymphenbourg.
- 1688 - Première de l'opéra Niobe de Steffani.
- 1690 - Église des Théatins construite.
- 1700 - Population : 24 000 habitants.
- 1701/1703 - Création du Canal de Nymphenbourg pour alimenter le parc du Château de Nymphenbourg.
- 1701/1726 - Construction du nouveau palais de Schleissheim.
- 1710 - Achèvement de la Bürgersaal.
- 1717 - Château de Fürstenried (pavillon de chasse) achevé.
- 1724 - Incorporation à Munich de Lehel.
- 1739 - Pavillon de chasse d'Amalienburg construit dans les jardins du parc de Nymphembourg.
- 1741 - Traité de Nymphenbourg entre la Bavière, la France, la Saxe et l'Espagne.
- 1742 - Les Habsbourg au pouvoir.
- 1746 - Église Asam (Asamkirche) achevée.
- 1747 - Fondation de la Manufacture de porcelaine de Nymphenburg.
- 1753 - Théâtre Cuvilliés construit.
- 1759 - Fondation de l'Académie bavaroise des sciences et des sciences humaines.
- 1762 
  - 28 avril: incendie[6].
  - Hoforchester : orchestre de l'Opéra d'État en activité.
- 1775 - Ouverture du Café Tambosi, le plus ancien de la ville.
- 1781 - Première de l'opéra Idoménée de Mozart au théâtre Cuvilliés[7].
- 1789 - Englischer Garten aménagé.
- 1797 - La soupe populaire de bienfaisance commence à fonctionner[8].
- 1800 - 2 juillet : ville prise par les forces françaises[2]. Population : 40 000 habitants.

## XIXesiècle
Voir aussi: Chronologie de Munich / 1801–1900 (en allemand)
- 1806 - La ville devient capitale du nouveau royaume de Bavière. Maximilien en est le premier roi.
- 1807 
  - Marché Viktualienmarkt en activité.
  - Hofgartenkaserne construite.
- 1808 - Création de l'Académie royale des beaux-arts.
- 1809 - Alte Münze en usage.
- 1810 - Première édition de l'Oktoberfest[8] pour célébrer le mariage de Louis Ier et Thérèse de Saxe.
- 1815 - La ville dépasse les 50 000 habitants.
- 1816 - Traité de Munich entre le royaume de Bavière et l'empire d'Autriche.
- 1818 
  - Théâtre national construit.
  - Lese-Konditorei (café littéraire) en affaires.
- 1825 - Règne de Louis Ier.
- 1826 
  - L'Université Louis-et-Maximilien, autrefois à Ingolstadt, s'installe à Munich[2].
  - Fondation du séminaire catholique Georgianum.
  - Ouverture du bâtiment commercial Bazar en style néo-classique par Leo von Klenze.
  - Türkenkaserne construite.
- 1830 
  - Population : 70 000 habitants.
  - Quartier de Maxvorstadt et Ludwigstraße aménagés (date approximative).
  - La Glyptothek est construite[9] .
  - Construction par Leo von Klenze du Ministère bavarois de la Guerre (actuelles Archives d'Etat de Munich).
- 1833 - Inauguration de l'obélisque commémoratif de la Karolinenplatz.
- 1835 - Construction de l'Abbaye Saint-Boniface.
- 1836 - Ouverture de l'Alte Pinakothek[10].
- 1837 - Construction de l'Allerheiligen-Hofkirche (église de Cour de Tous-les-Saints) dans le complexe de la Résidence.
- 1839 - La Gare centrale de Munich ouvre.
- 1843 
  - Construction de la Bibliothèque d'État de Bavière.
  - Création du musée Paléontologique[11].
- 1844 
  - Ludwigskirche consacrée.
  - La Feldherrnhalle est construite sur le modèle de la Loggia des Lanzi de Florence.
- 1848 
  - Ouverture de la gare München-Pasing.
  - Le bâtiment néo-grec de la Collection des Antiquités est construit face à la Glyptotek.
- 1850 
  - Inauguration de l'Arc de triomphe Siegestor.
  - La population dépasse les 100 000 habitants.
- 1853 
  - Maximilianstraße aménagée.
  - Le Rumeshalle (Temple de la Renommée bavarois) et la statue Bavaria sont inaugurés.
  - Neue Pinakothek établie.
- 1854 
  - Le Palais des Glaces est construit : la ville accueille la première exposition industrielle allemande.
  - Intégration des communes de Giesing, Au et Haidhausen.
- 1855 - Fondation du musée national Bavarois.
- 1858 - Ouverture de l'hôtel Vier Jahreszeiten[12].
- 1860 - Fondation du club omnisports TSV Munich 1860.
- 1861 - Population : 148 201[13].
- 1862 - Propylée construite sur la Königsplatz.
- 1864 - Intégration de la commune de Ramersdorf.
- 1865 
  - Première de l'opéra Tristan et Iseult de Wagner[7].
  - Inauguration du Théâtre d'Etat am Gärtnerplatz.
- 1867 - Création de l'Ecole royale de Musique bavaroise.
- 1868 
  - Fondation du Musée national d'ethnologie.
  - Création de l'Université Technique de Munich.
- 1869 - Création du musée de Moulages de sculptures classiques.
- 1871 
  - La gare de Haidhausen et la gare de Munich Sud sont ouvertes.
  - Population: 170 000 habitants[14] .
- 1874 - Achèvement du Maximilianeum (commencé en 1857).
- 1875 - Début du festival d'opéra de Munich.
- 1876 - Ouverture de la première ligne du tramway de Munich.
- 1877 - Incorporation de la commune de Sendling.
- 1879 - Fondation du musée de l'armée bavaroise.
- 1880 
  - Population: 230 023 habitants[14].
  - Brasserie Bürgerliches ouverte.
- 1882 - Inauguration de la synagogue Ohel Jakob.
- 1885 : Population: 261 982 habitants[14].
- 1887 
  - Fondation de Hofatelier Elvira.
  - Ouverture du Café Luitpold[15].
- 1888 - Le Stadtmuseum de Munich est créé.
- 1890 - La ville absorbe Schwabing et Neuhausen. Population : 350 594 habitants[14].
- 1892 
  - Annexion de Bogenhausen.
  - Le Club académique Alpin de Munich est formé[16].
- 1893 
  - Archives de la Ville de Munich instituées.
  - Formation de l'Orchestre philharmonique de Munich.
- 1894 - Début de la production de la moto Hildebrand & Wolfmüller[17].
- 1895 
  - Population : 407 174 personnes[14] .
  - Inauguration de la fontaine des Wittelsbach.
- 1896 
  - Achèvement de l'église luthérienne Saint-Luc.
  - Ouverture du Deutsches Theater.
  - Publication de la revue Simplicissimus.
- 1897 
  - Hippodrome de Munich-Riem fondé.
  - Construction du palais de Justice.
- 1898 - La ville accueille le Salon des Machines et de l'Énergie.
- 1899 
  - Annexion de Nymphenburg.
  - Inauguration de la colonne commémorative de l'Ange de la Paix.
- 1900 
  - Annexion des communes de Thalkirchen et Laim.
  - Ouverture de la Maison Lenbach pour l'Art, villa de style florentin.
  - Fondation du Bayern Munich.

## XXesiècle
Voir aussi: Chronologie de Munich / 1901–2000 (en allemand)

### 1900-1945
- 1901 
  - Population : 500 000 habitants.
  - Le Prinzregententheater ouvre.

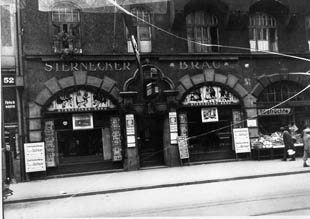
Sterneckerbräu, où Hitler a assisté à sa première réunion du parti ouvrier allemand le 12 septembre 1919 (photo 1925).

  - Inauguration de la piscine et des bains Müller, les premiers en Allemagne.
- 1902 - Création du Musée Anthropologique et Préhistorique d'État.
- 1903 - Création du Deutsches Museum[19].
- 1905 
  - Population : 538 983 habitants.
  - Construction du Nouveau Palais de Justice près de l'ancien.
- 1908
  - Nouvel hôtel de ville achevé.
  - Achèvement de l'église Saint-Maximilien.
  - Centrale hydroélectrique Isarwerk en activité.
- 1909 
  - Création de la Neue Künstlervereinigung München (Nouvelle Association des Artistes Munichois)[20].
  - Galerie moderne d'art contemporain et Schackgalerie ouverte.
- 1910 - 12 septembre: création à Munich de la Symphonie no 8 de Gustav Mahler.
- 1911 
  - Le Zoo de Munich ouvre à Hellabrunn[21] et le musée alpin[22] sur l'île Prater.
  - Inauguration du Luitpoldpark.
  - Exposition d'art Le Cavalier Bleu fondé par les peintres Franz Marc et Vassily Kandinsky, installés à Munich.
- 1913 - Munich incorpore les communes de Moosach, Berg am Laim, Milbersthofen, Oberföhring et Forstenried. Sa population passe à 640 000 habitants.
- 1914 - Ouverture du nouveau Jardin Botanique.
- 1917 - Formation de l'entreprise Bayerische Motoren Werke (BMW).
- 1918 - Chute de la monarchie bavaroise. République proclamée.
- 1919 
  - Inauguration des studios de cinéma de Bavaria Film.
  - Le Parti ouvrier allemand est fondé à Munich.
  - 16 octobre: Adolf Hitler prononce son premier discours politique devant le Hofbräukeller.
  - La ville devient la capitale de la République soviétique de Bavière.
  - Population : 630 711[23].
- 1920 
  - Sturmabteilung, organisation paramilitaire nazie, basée à Munich.
  - Le journal nazi Völkischer Beobachter a son siège à Munich.
- 1923 - 8–9 novembre: tentative de coup d'État par les nazis : « Putsch de la Brasserie »[24]. Hitler emprisonné.
- 1925 - L'Exposition allemande sur les transports se tient dans la ville.
- 1927 - Fondation du Conservatoire Richard Strauss.
- 1929 
  - Le musée Lenbachhaus ouvre ses portes.
  - Ouverture du Parc municipal de Pasing.
- 1930 
  - 13 septembre: Discours de campagne de Hitler au Cirque Krone, avant les élections fédérales allemandes, le 14 septembre 1930.
  - La ville incorpore les municipalités de Daglfing et Perlach. Population : 728 900 habitants
- 1931 
  - Le parti socialiste national a son siège à la Maison Brune.
  - Incendie du Palais des Glaces.
- 1932 
  - Annexion de la commune de Trudering.
  - L'agence de renseignement Nazie Sicherheitsdienst a son siège à Munich.
  - La Collection Zoologique de Munich est formée.
- 1933 
  - Le siège nazi est transféré de Munich à Berlin.
  - Mars : le camp de concentration de Dachau commence à fonctionner près de la ville[17].
- 1934 - Création du Musée de la chasse et de la pêche.
- 1937 
  - Führerbau et Siège Administratif du NSDAP construits dans la Brienner Strasse.
  - 18 juillet : ouverture de la Maison de l'art allemand dans la Haus der Kunst.
  - 19 juillet : Exposition d'Art Dégénéré dans le Hofgarten.
- 1938 
  - Janvier : annexion des communes de Pasing, Solln, Allach et Feldmoching.
  - Septembre : Conférence de Munich et signature des Accords de Munich au Führerbau[25].
  - Novembre : Pogroms de la Nuit de Cristal.
- 1939 
  - L'aéroport de Munich-Riem ouvre ses portes.
  - Population : 829 318.
- 1940 - juin : début du bombardement de Munich.
- 1942 
  - Annexion des communes de Aubing et Langwied.
  - Le groupe de résistance La Rose Blanche est actif[26].
- 1945 
  - 30 avril : entrée des troupes américaines et fin de la guerre. La population est tombée à 550 000 habitants.
  - AFN Munich commence à émettre.
  - Mise en place du point de collecte central de Munich.
  - Dénazification.
  - Union sociale chrétienne en Bavière dont le siège est à Munich.
  - Création du journal Süddeutsche Zeitung, un des 3 quotidiens nationaux allemands.

### 1946-1999
- 1946 - La Bavière devient un Land, dont Munich est la capitale.
- 1948 - Création de l'Académie bavaroise des beaux-arts.
- 1949 - Création de l'Orchestre symphonique de la Radiodiffusion bavaroise.
- 1950 - Installation à Munich de la nouvelle Cour fédérale des finances.
- 1951 - Construction du théâtre Residenz[27].
- 1952 - Ouverture du Deutsches Brauereimuseum et du Marstallmuseum (Musée des Ecuries, palais de Nymphenburg) .
- 1954 - Population : 908 572.
- 1958 
  - 6 février : Catastrophe aérienne de Munich[28].
  - Population : 1 011 878 habitants.
- 1959 - 1re édition de la Foire du Livre de Munich.
- 1960 - La Gare centrale de Munich a été reconstruite.
- 1961 - Population : 1 106 298.
- 1963 - Réouverture du Théâtre national reconstruit à l'identique.
- 1965 - Population : 1 214 603.
- 1966 
  - Ouverture du Musée national d'art égyptien de Munich.
  - Réouverture du Musée de la chasse et de la pêche.
- 1967 - Le musée des Antiquités Staatliche Antikensammlungen rouvre ses portes.
- 1970 - Population : 1 311 978.
- 1971 
  - Ouverture du Métro de Munich.
  - Création de la zone piétonne.
- 1972 
  - Le S-Bahn de Munich commence à fonctionner.
  - Le Parc Olympique avec le Stade olympique est ouvert et accueille les Jeux olympiques d'été ; Prise d'otages des Jeux de Munich.
  - Construction de la Tour BMW[29], siège de BMW.
- 1973 
  - Le Centre Islamique de Munich est construit[30].
  - Ouverture de l'Ostpark.
- 1974 - Le Stade Olympique accueille la Finale de la Coupe du Monde de football Allemagne/Pays-Bas.
- 1977 - L'Office Européen des Brevets installe son siège à Munich.
- 1978 - Population : 1 296 970.
- 1980 - Ouverture du musée Witt.
- 1983 - Ville hôte de l'International Garden Expo (spectacle de jardin) dans le nouveau Westpark[31].
- 1985 - Ouverture du centre culturel Gasteig.
- 1988 - Début du festival d'opéra de la Biennale de Munich.
- 1989 - Établissement d'une relation de jumelage avec Cincinnati, aux États-Unis[32].
- 1990 - Ouverture du musée de l'homme et de la nature.
- 1992 
  - La ville accueille le 18e sommet du G7.
  - Ouverture du Musée de l'Aviation du Deutsches Museum[33] sur l'ancien aéroport de Schleissheim et du Musée Villa Stuck.
  - Fermeture de l'aéroport de Munich-Riem ; inauguration du nouvel aéroport Munich Franz-Josef-Strauss.
- 1993 - La Chancellerie d'État de Bavière est construite.
- 1995 - Le Programme européen Prometheus de voiture sans conducteur VaMP se rend à Copenhague et revient.
- 1996 - Site Web de la ville en ligne (date approximative)[34].
- 1998 - Inauguration du Nouveau Centre des Expositions de Munich, Messe München, sur les terrains de l'ancien aéroport de Riem.
- 1999 - Le siège de BMW déclaré bâtiment historique protégé[35].

## XXIesiècle
- 2000 à 2011 - Plan de renaturation de l'Isar[36].
- 2002 - Ouverture de la Pinakothek der Moderne[37].
- 2003 - Inauguration de la collection Goetz.
- 2005 
  - Le stade Allianz Arena ouvre ses portes.
  - Ouverture du Riemer Park sur le site de l'ancien aéroport.
- 2006 
  - Le Centre Juif de Munich, avec la synagogue Ohel Jakob et le musée juif, est inauguré.
  - Ouverture de l'aquarium Sea Life dans le parc Olympique.
- 2007 
  - Population : 1 311 573.
  - Inauguration du BMW Welt sur le site historique de la marque.
- 2009 - Le musée Brandhorst ouvre ses portes.
- 2010 - La Türkentor est restaurée.
- 2012 - mars : découverte du Trésor artistique de Munich[38].
- 2013 - Population : 1 407 836.
- 2015 
  - Arrivée de nombreux migrants.
  - Centre de documentation sur l'histoire du national-socialisme inauguré[39].
- 2016 
  - 22 juillet : Fusillade de Munich.
  - Décembre : inauguration du MUCA (Musée d'art urbain contemporain)[40].
- 2018 - Inauguration du Centre d'astronomie et du planétarium à Garching.
- 2020 et 2021 - La pandémie de COVID-19 entraîne l'annulation de l'Oktoberfest et du Marché de Noël.
- 2021 - L'Allianz Arena accueille 4 matchs du Championnat d'Europe de football.
- 2021 - Décembre : inauguration de l'Isarphilharmonie[41].
- 2023 - Munich devient le nouveau siège de la Conférence des Rabbins Européens, remplaçant Londres[42],[43].